# Orangekindad papegoja
Orangekindad papegoja (Pyrilia barrabandi) är en fågel i familjen västpapegojor inom ordningen papegojfåglar.

## Utseende och läte
Orangekindad papegoja är en medelstor och färgglad papegojfågel. Huvudet är svart med en vit fläck runt ögat och orangefärgad kind. I flykten syns spektakulära vingfläckar i rött, gult och blått, kontrasterande mot den gröna kroppen. Lätet som ofta avges i flykten liknar den vanligare arten blåhuvad papegoja men är renare och mer behagligt, "cueet".

## Utbredning och systematik
Orangekindad papegoja delas in i två underarter med följande utbredning:
- Pyrilia barrabandi barrabandi – sydöstra Colombia och södra Venezuela till Brasilien norr om Amazonfloden
- Pyrilia barrabandi aurantiigena – östra Ecuador till östra Peru, norra Bolivia och Brasilien söder om Amazonfloden

## Levnadssätt
Orangekindad papegoja hittas i låglänta regnskogar, dock på lite högre och torrare mark. Där ses den vanligen i par eller smågrupper.

## Status och hot
Arten har ett stort utbredningsområde, men tros minska i antal, dock inte tillräckligt kraftigt för att den ska betraktas som hotad. Internationella naturvårdsunionen IUCN listar arten som livskraftig (LC).

## Namn
Fågelns vetenskapliga artnamn hedrar Jacques Barraband (eller Barraban) (1767-1809), fransk designer, konstnär och fågelmålare. Fram tills nyligen kallades den även barrabandpapegoja på svenska, men justerades 2022 till ett enklare och mer informativt namn av BirdLife Sveriges taxonomikommitté.